# Joseph-Claude Gyau
Joseph-Claude „Joe“ Gyau (* 16. September 1992 in Tampa, Florida) ist ein US-amerikanischer Fußballspieler. Der Mittelfeldspieler steht beim MLS-Franchise FC Cincinnati unter Vertrag.

## Karriere

### Verein
Gyau spielte in seiner Jugend für den FC Delco und für die Bethesda Roadrunners. Zur Saison 2010/11 wechselte Gyau nach Deutschland zur TSG 1899 Hoffenheim. Dort wurde er vor allem in der zweiten Mannschaft eingesetzt, aber stand auch mehrmals im Profikader und bestritt u. a. ein Spiel im DFB-Pokal. Im Sommer 2012 wurde er für ein Jahr in die zweite Liga an den FC St. Pauli verliehen.
Zur Saison 2014/15 wechselte Gyau zu Borussia Dortmund II. Am 24. September 2014 kam er im Bundesligateam zum Einsatz, als er beim 2:2-Unentschieden gegen den VfB Stuttgart in der 74. Spielminute für Pierre-Emerick Aubameyang eingewechselt wurde.
Im Januar 2017 schloss sich Gyau dem Drittligisten SG Sonnenhof Großaspach an, für den er in 50 Pflichtspielen aber nur sechs Treffer erzielen konnte.
Nach einem Jahr beim MSV Duisburg, mit dem Gyau im Frühjahr 2019 in die 3. Liga abstieg, kehrte er im Sommer nach neun Jahren wieder in die US-amerikanische Heimat zurück. Dort verpflichtete ihn das MLS-Franchise FC Cincinnati.
Im Februar 2022 wechselte er in die 1. schwedische Liga zu Degerfors IF. Am 16. Februar 2024 wechselte er zurück in die Vereinigten Staaten und schloss sich Las Vegas Lights, aus der USL Championship zweiten Liga im US-amerikanischen Fußballligensystem, an.

### Nationalmannschaft
Gyau spielte in mehreren Jugendnationalmannschaften der Vereinigten Staaten. Im November 2012 wurde er von Jürgen Klinsmann erstmals in den Kader der A-Nationalmannschaft berufen. Sein Debüt gab er allerdings zwei Jahre später, am 3. September 2014 in einem Freundschaftsspiel gegen Tschechien.

## Sonstiges
Joseph-Claude „Joe“ Gyau ist der Sohn des ehemaligen US-Nationalspielers Philip Gyau und der Enkel des ghanaischen Fußballspielers Joseph „Nana“ Gyau, der in den 1960ern und 1970ern vor allem in der NASL und in der ASL als Stürmer und Mittelfeldspieler aktiv war.